# KFBウェザー情報
ウェザー情報（ウェザーじょうほう）とは、福島放送で放送されている天気情報番組である。番組上で単にウェザー情報と書かれているが他局との混同を避けるべくここでは頭にKFBと付けている。
2023年10月30日放送分からは提供画面が新しくなり、スポンサーは絨毯がひかれカラー表示が施される。

## 放送時間
あくまでも放送予定であり、番組編成により放送時間は変わる場合があるので留意。

### 現在
平日
- グッド!モーニング
  - 5:50 - 5:58 （1分程度放送）

- ウェザー情報
  - 月曜 ・金曜 10:25 - 10:30
火曜 - 木曜 10:25 - 10:30[1]
  - 月曜 - 21:50- 21:54[2]
  - 火曜 - 金曜 20:54 - 21:00[3]
  - 金曜 19:54 - 20:00[4]
  - 月曜 - 金曜 23:10 - 23:15[5]
  - 火曜深夜 - 木曜深夜 0:45 - 0:50[6]
  - 金曜深夜 0:15 - 0:20

土・日曜
- 5:45 - 5:50
22:55 - 23:00

日曜
- 17:25 - 17:30[7]
- 20:56 - 21:00

### 過去
平日
- 時期不明 9:55 - 10:00

- 時期不明 10:15 - 10:20

- 時期不明 月曜 - 木曜 13:15 - 13:20

- 時期不明 月曜 - 金曜 19:54 - 20:00

- 時期不明　- 2021年3月まで 金曜 13:45 - 13:50

- ヤン坊マー坊天気予報 1981年10月 - 2014年3月まで 月曜 ‐ 金曜 18:57 - 19:00

- 月曜 21:48 - 21:54

土曜
- 17:55 - 18:00（放送終了時期不明）
- 時期不明 - 2017年頃 20:54 - 21:00（KFBニュースを内包）
- 時期不明　- 2020年9月 21:55 - 22:00

日曜
- 20:54 - 21:00 （KFBニュースを内包）
- 16:25 - 16:30（放送終了時期不明）